# ARP-SAPC

ARP - Sociedad para el Avance del Pensamiento Crítico (ARP-SAPC) (antes Alternativa Racional a las Pseudociencias ) es una organización sin ánimo de lucro española que según sus estatutos, promueve el uso de la razón y del pensamiento crítico o escéptico frente a lo que consideran credulidad, rechazando y refutando las afirmaciones de supuestos hechos paranormales.
Fue fundada con el nombre de Alternativa Racional a las Pseudociencias a finales del año 1986 y rebautizada como ARP - Sociedad para el Avance del Pensamiento Crítico en 1998, constituyendo el principal referente del movimiento escéptico en España. Internacionalmente colabora con otras asociaciones de ideas similares en el ámbito de habla hispana y a nivel internacional (CSICOP es la principal organización de este tipo radicada en los Estados Unidos). Entre sus socios más conocidos se encuentran científicos españoles, divulgadores científicos y filósofos, como Fernando Savater, filósofo y tratadista de ética, Mario Bunge, Gustavo Bueno (filósofo), Manuel Toharia, físico y divulgador científico, el biólogo Francisco J. Ayala o Javier Armentia, director del Planetario de Pamplona, entre otros.

## Publicaciones
ARP-SAPC publica periódicamente una revista titulada El Escéptico y de forma en línea un boletín gratuito llamado El Escéptico Digital en el que se encuentran artículos sobre temas pseudocientíficos, pseudohistóricos y sobre ciencia en general.

## Premios
ARP-SAPC otorga anualmente el Premio Lupa Escéptica (antes llamado Mario Bohoslavski) a personas físicas y jurídicas ajenas a la asociación que se hayan distinguido por impulsar el desarrollo de la ciencia, el pensamiento crítico, la divulgación y la educación científica, y el uso de la razón. Entre los últimos premiados se encuentran Natalia Ruiz Zelmanovich, Clara Grima, José Antonio López Guerrero, Margarita del Val, Nieves Concostrina y la Fundación Civio.
ARP-SAPC otorga también anualmente el premio Eustoquio Molina (antes llamado Lupa Escéptica) en reconocimiento a aquellos miembros de la asociación que se distinguen por su trabajo en favor del escepticismo y el pensamiento crítico, y el desarrollo de las actividades y el cumplimiento de los fines de la Asociación. Entre los premiados se encuentran José Miguel Mulet Salort, Manuel Toharia, Jorge Javier Frías Perles, entre otros.

## Controversia
ARP-SAPC ha sido criticada por promotores de lo paranormal con argumentos ad hominem basados en la calidad científica o moral de sus miembros, además de acusaciones de pseudoescepticismo. Algunas de estas acusaciones puntuales han sido contestadas detalladamente, por ejemplo, aquellas que insinúan una ideología extremista en varios de los fundadores de ARP-SAPC por haber nacido en el País Vasco, o descalifican a ARP-SAPC por eventos donde participaron como conferenciantes supuestos miembros del Opus Dei.